# Typ 424
Typ 424 je perspektivní třída průzkumných a zpravodajských (SIGINT) lodí německého námořnictva. Celkem byly objednány tři jednotky této třídy. Přijetí prototypu do služby je plánováno na rok 2029. Ve službě nahradí plavidla třídy Oste (typ 423).

## Stavba
Přidělení prostředků na tento program německý parlament odsouhlasil v roce 2021. Kontrakt na vývoj této třídy získala 23. června 2021 německá loděnice Lürssen. Třída byla navržena dle civilních standardů. Dne 10. července 2023 německá společnost NVL Group (Naval Vessels Lürssen) podepsala smlouvu na stavbu celkem tří plavidel typu 424. Roku 2027 má být dokončeno výcvikové zařízení a roku 2029 do služby zařazena prototypová jednotka typu 424.
Stavba prototypu začala 21. listopadu 2024 prvním řezáním oceli. Dne 25. února 2025 byl založen kýl prototypu.
Jednotky typu 424:
| Jméno | První řezání oceli | Založení kýlu  | Spuštěna | Vstup do služby | Status    |
| ----- | ------------------ | -------------- | -------- | --------------- | --------- |
|       | 21. listopadu 2024 | 25. února 2025 |          |                 | ve stavbě |
|       |                    |                |          |                 | objednána |
|       |                    |                |          |                 | objednána |